# Dorsey Wright
Dorsey Wright (New York, 22 agosto 1957) è un attore statunitense.

## Biografia
Debuttò cinematograficamente nel 1979 con I guerrieri della notte, di Walter Hill. Notato dal regista Miloš Forman, comparirà in due suoi film, Hair e Ragtime, per poi abbandonare praticamente le scene.

## Filmografia
- I guerrieri della notte (The Warriors), regia di Walter Hill (1979)
- Hair, regia di Miloš Forman (1979)
- Ragtime, regia di Milos Forman (1981)
- Hotel New Hampshire (The Hotel New Hampshire), regia di Tony Richardson (1984)

## Doppiatori italiani
Nelle versioni in italiano delle opere in cui ha recitato, Dorsey Wright è stato doppiato da:
- Romano Ghini ne I guerrieri della notte
- Ronny Grant in Hair
- Giampaolo Saccarola in Hotel New Hampshire